# Vanda och Kervo välfärdsområde

Vanda och Kervo välfärdsområde.

Vanda och Kervo välfärdsområde (finska: Vantaan ja Keravan hyvinvointialue) är ett välfärdsområde i Finland. Välfärdsområdet grundades som en del av reformen av social- och hälsovården samt räddningsväsendet i Finland, och omfattar två kommuner i landskapet Nyland. Vanda och Kervo välfärdsområde är tvåspråkigt.

## Kommuner
Området står för social- och hälsovård, räddningsväsendets tjänster samt elevhälsans psykolog- och kuratorstjänster från och med den 1 januari 2023 för invånarna i följande kommuner:
- Kervo
- Vanda

I april 2022 hade området 277 568 invånare. 

## Tjänster

### Sjukvård
Vanda och Kervo tillhör HUCS-sjukvårdsområdet i Helsingfors och Nylands sjukvårdsdistrikt. I området finns bland annat nio hälsostationer, Pejas sjukhus och Katrinesjukhuset samt två bäddavdelningar i Kervo.

### Räddningsväsendet
Vanda och Kervo tillhör Mellersta Nylands räddningsverk tillsammans med Mellersta Nylands välfärdsområde.

## Beslutsfattande

### Välfärdsområdesvalet
Vid välfärdsområdesval utses välfärdsområdesfullmäktige för välfärdsområdena, vilka ansvarar för social- och hälsovården och räddningsväsendet från och med den 1 januari 2023. Välfärdsområdena har självstyre och den högsta beslutanderätten har välfärdsområdesfullmäktige. Välfärdsområdesval sker samtidigt som kommunalvalen.
Det första valet skedde den 23 januari 2022. Då valdes 69 personer till välfärdsområdesfullmäktige.

### Välfärdsområdesfullmäktige
Välfärdsområdesfullmäktige ansvarar för välfärdsområdets verksamhet och ekonomi. Fullmäktige fattar beslut om årsbudgeten, godkänner bokslutet och ansvarar för strategiska linjer.

### Mandatfördelning
| 6 | 17 | 9 | 8 | 3 |  |  |  | 19 |  |

| 22 | 47 |

| 7 | 21 | 9 | 7 | 3 |  |  | 18 |